# 特勞恩河 (阿爾茨河)
48°00′31″N 12°32′11″E / 48.008486828296014°N 12.536430358886719°E

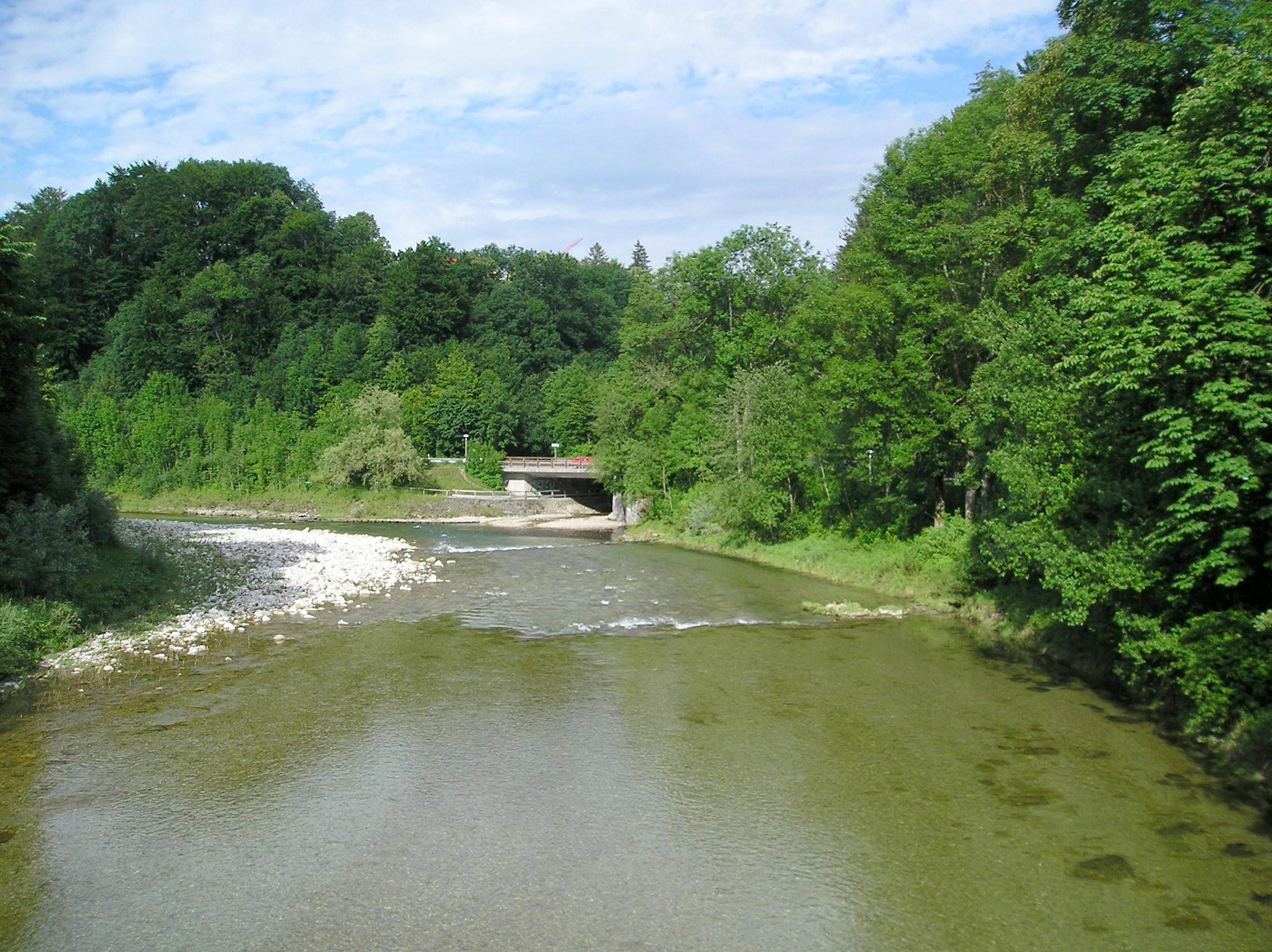
特勞恩河（阿爾茨河）

特勞恩河（德語：Traun），是德國的河流，位於該國東南部，由巴伐利亞負責管轄，屬於阿爾茨河的右支流，河道全長54.5公里，流域面積380平方公里。